# Eleições para o Parlamento da Galiza em 2009
As Eleições ao Parlamento da Galiza 2009 foram as oitavas eleições ao Parlamento de Galicia. Nestas eleições parlamentarias foram convocados às urnas 2.646.872 galegos, dos quais 335.452 (12,7%) residem no estrangeiro.

## Dia das Eleições
Tendo em conta que as eleições de 2005 houve o 19 de junho, o último dia possível para às eleições de 2009 era o 14 de junho.
Finalmente, as eleições foram convocadas para o 1º de março de 2009.

## Os candidatos
Os candidatos foram:
- Alberte Núñez Feijoo, Partido Popular da Galiza
- Emilio Pérez Touriño, Partido Socialista da Galiza, presidente atual
- Anxo Quintana, Bloque Nacionalista Galego
- Yolanda Díaz, Esquerda Unida
- Xoán Gato, Terra Galega
- Xermán Tobío,  Máis Galicia
- Xosé Luís Méndez Ferrín, Frente Popular Galega